# Pustý vrch
Pustý vrch je 499 metrů vysoký kopec mezi Děčínem a obcí Dobrná v Ústeckém kraji. Nachází se 3,5 km východně od centra města a leží v CHKO České středohoří. Po celém obvodu je odvodňován řekou Ploučnicí. Vrcholová část kopce a severovýchodní úbočí patří k obci Dobrná, jihozápadní úbočí k děčínské části Děčín XXVII-Březiny a dolní části severozápadního úbočí k děčínské části Děčín XXVIII-Folknáře.

## Popis
Vrch je orientovaný ve směru severozápad-jihovýchod. Tvoří ho paleogenní (paleogén: 23–66 mil. let) vulkanity jako alkalický bazalt, tefrit, augitit, jež jsou obklopeny pyroklastiky bazaltoidních hornin.

## Přístup
a vrchol se dá dostat buď z jihu odbočením z lesní cesty vedoucí k silnici spojující Dobrnou a děčínskou čtvrť Březiny anebo ze severu od silnice vedoucí k Sokolímu vrchu. Po jižním svahu Pustého vrchu kdysi vedla lesní cesta.

## Mineralogická lokalita
Pustý vrch je vyhledávanou mineralogickou lokalitou. Na vrcholu jsou skalní výchozy, kde se nachází nejkvalitnější ukázky thomsonitu. V bazaltech se velmi hojně vyskytují dutiny po neuniklých plynech, kde po utuhnutí magmatu postupně vykrystalizoval tento minerál. V menší míře se zde nachází i gismondin, phillipsit a vzácně kalcit a natrolit. Mateční hornina je poměrně houževnatá a k jejímu narušení je potřeba palice.

## Galerie

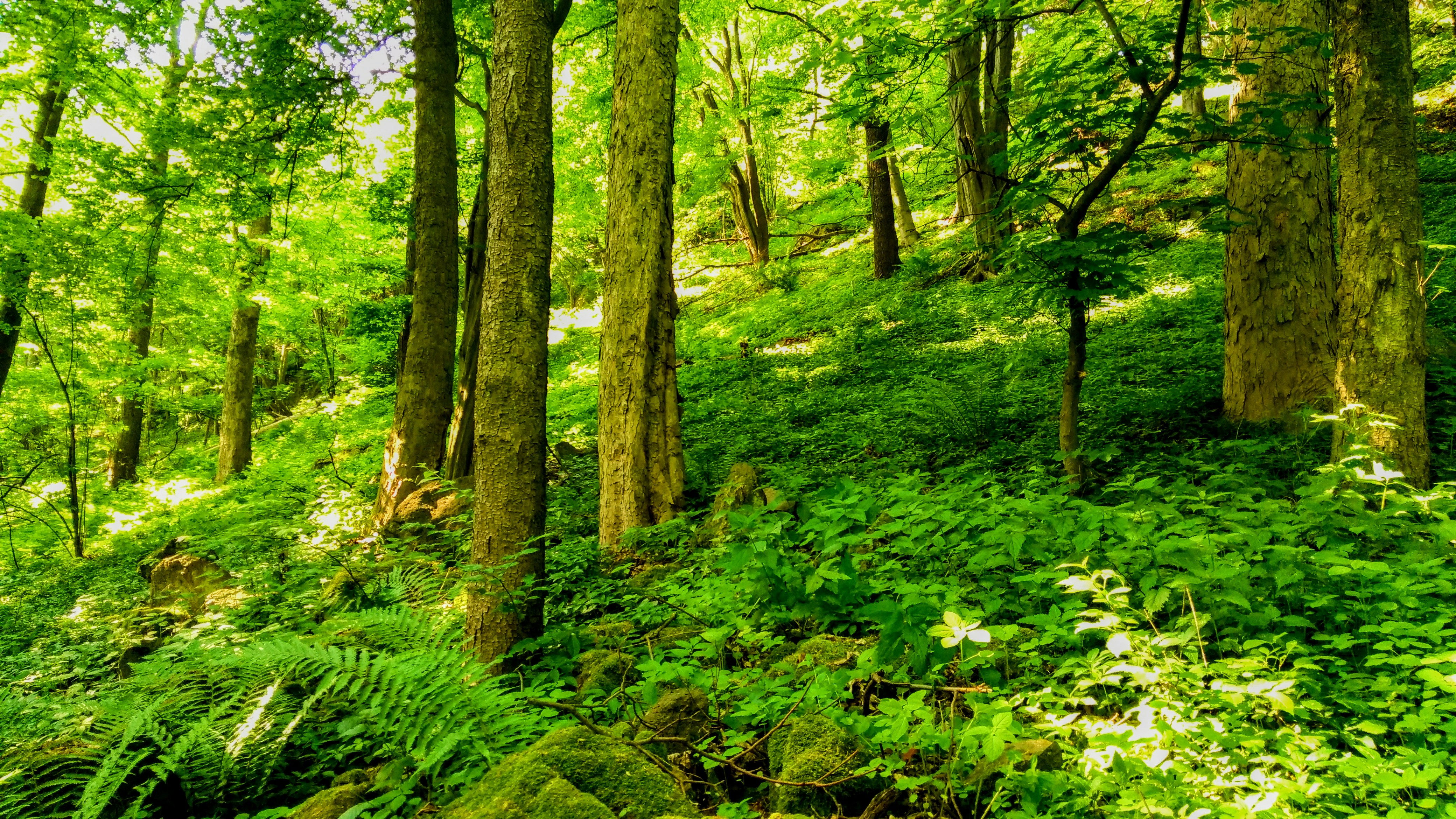
Příkrý jižní svah
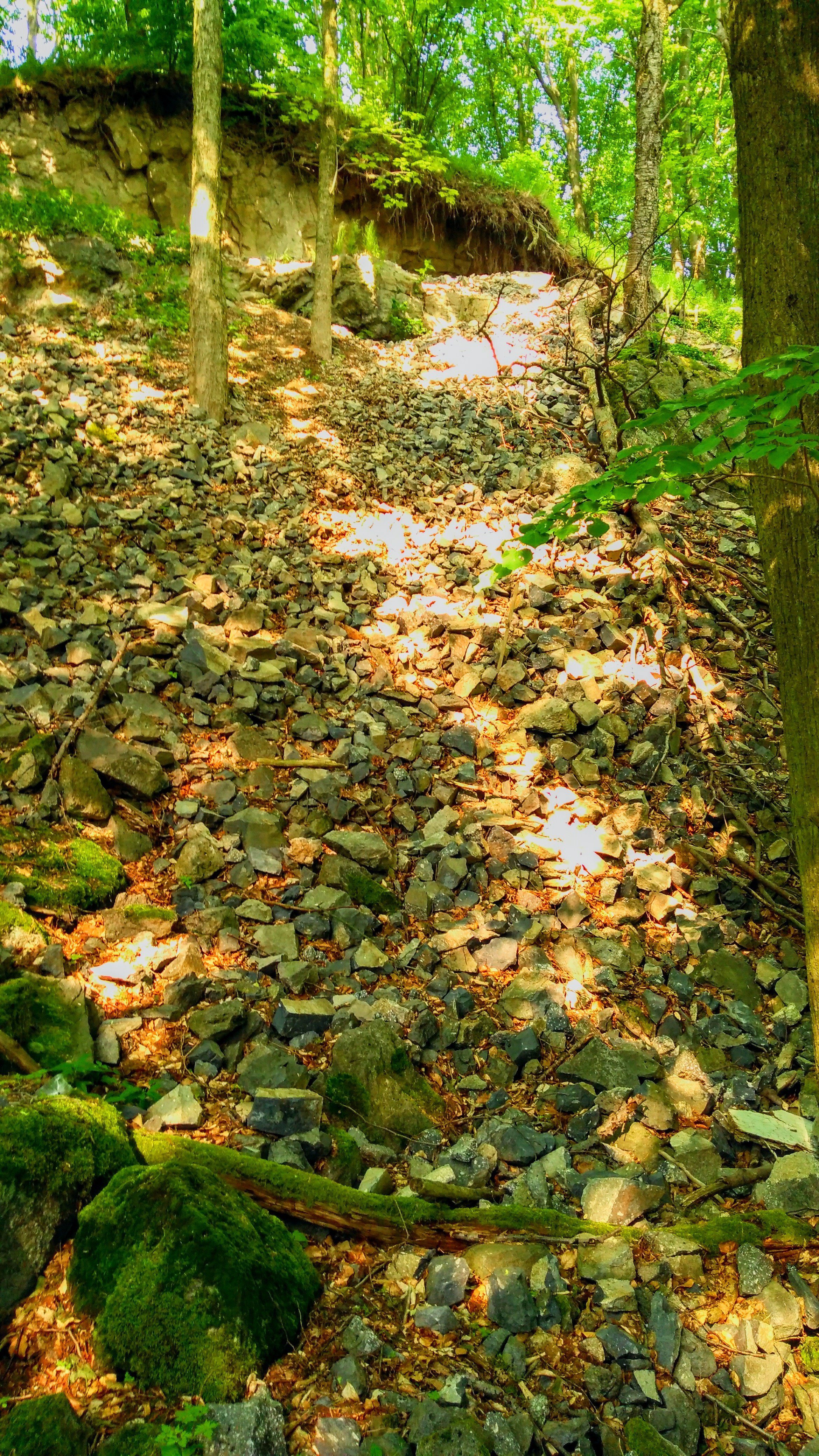
Mineralogy těžený výchoz
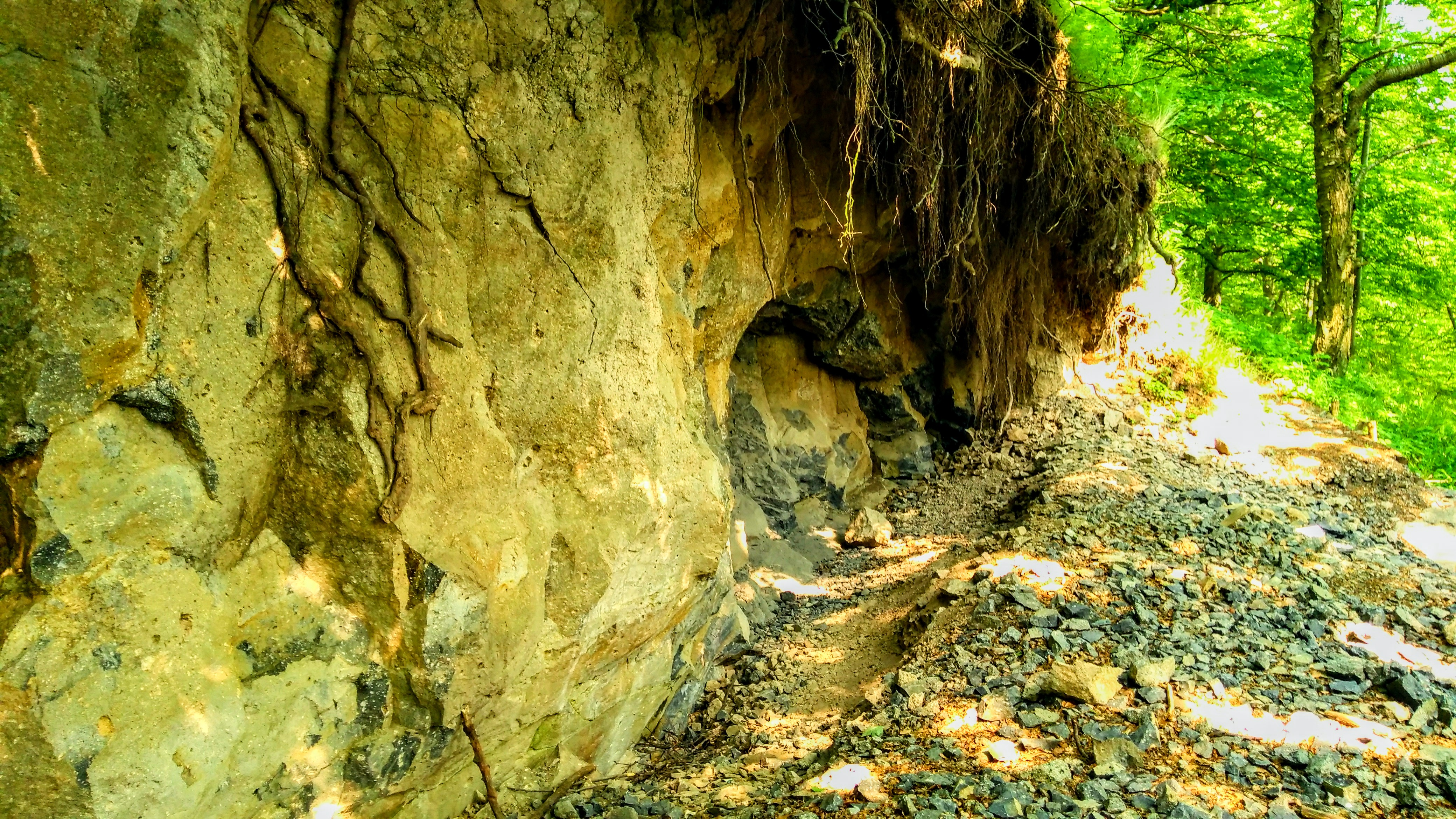
Výchoz z blízka
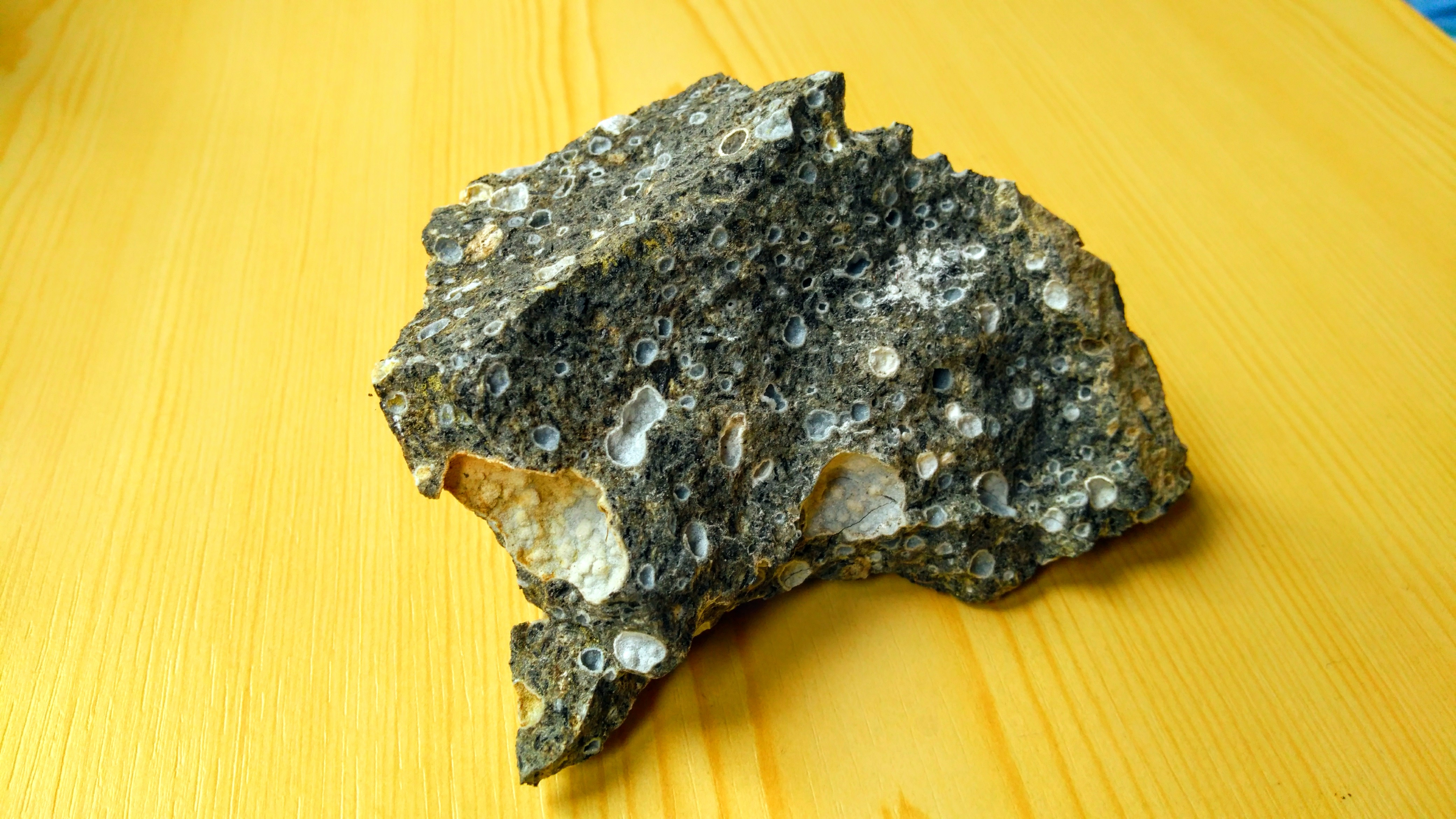
Hornina s thomsonitem